# Европейский талер 2008 года
В 2008 году Австрийский монетный двор выпустил памятную 20-килограммовую монету в честь 500-летия коронации императора Священной Римской империи Максимилиана I. Её аверс повторил дизайн монеты 1508 года, выпущенной в честь того события.
| | Европейский талер 2008 года                   |                           |                            |  |
| Художники: Томас Песендорфер и Герберт Вайнер | Художники: Томас Песендорфер и Герберт Вайнер | Австрийский монетный двор | Австрийский монетный двор  |  |
| Номинал: | Металл: Ag 999 (Серебро)                      | Тираж: 1 шт.              | Качество: Proof            |  |
| Диаметр: 360 мм | Дата выпуска: июнь 2008                       | Вес: 20.08 кг             | Стоимость при выпуске: N/A |  |
| Крупнейшая серебряная медаль-монета в мире была создана в городе Халль-ин-Тироль. Она была выставлена для всеобщего обозрения по случаю 2008 Чемпионата Европы по футболу в Австрии и Швейцарии. Дизайн на аверсе медали насчитывает уже пять веков. 500 лет назад, в итальянском городе Тренто, Максимилиан I император Священной Римской империи короновался как император, и памятная монета, которая была выпущена в честь этого события Австрийским монетным двором, изобразила тронный зал. Надпись на монете: (лат. MAXIMILIANVS DEI GRA[tia] ROM[anorum] IMP[erator] SEMP[er] AVG[vstvs] ARCHIDVX AVSTRIE — рус. Максимилиан, по благодати Бога, император римлян, Август, эрцгерцог Австрии). Это самое старое известное использование слова Европа на монете. Изображение на лицевой стороне соответствует времени коронации Максимилиана в 1508 году. Монета изображает императора в доспехах на коне, в руке он держит знамя с имперским символом двуглавого орла. Оборотная сторона изображает людей оставивших значительный след в истории Европы. Можно легко разглядеть черты: Мартина Лютера, символизирующего переход от Средневековья до Нового времени, его реформу, затрагивающую религиозные и духовные стороны Европы; Антонио Вивальди, иллюстрирующего важность европейской культурной жизни; Джеймса Ватта, изобретателя XVIII века, который изобрёл первый паровой двигатель, ставший символом индустриализации Европы и технических инноваций, и Берту фон Зуттнер, лауреата Нобелевской премии мира. В промежутках между портретами этих выдающихся европейцев фрагменты башен, символа зала монетного двора. Звёзды, как символ европейского единства, окружают башни и символизирует переход в Европейский союз XXI века. Присутствует латинский текст (лат. PLVRIVMQ(ve) EUROPE PROVINCIAR[um] REX ET PRINCEPS POTENTISIM[us] — рус. Король во многих европейских странах. |                                               |                           |                            |  |
| |                                               |                           |                            |  |
| | Европейский талер 2008 года                   |                           |                            |  |
| Художники: Томас Песендорфер и Герберт Вайнер | Художники: Томас Песендорфер и Герберт Вайнер | Австрийский монетный двор | Австрийский монетный двор  |  |
| Номинал: | Металл: Ag 999 (Серебро)                      | Тираж: 2008 шт.           | Качество:                  |  |
| Диаметр: 60 мм | Дата выпуска: июнь 2008                       | Вес: 120 г                | Цена при выпуске: €108     |  |
| Монета специальной чеканки. Европа в 2008 году отметила годовщину появления Талера. Дизайн точно такой же, но сокращён в размерах. |                                               |                           |                            |  |